# Sportverein 1916 Sandhausen 2013-2014
Questa voce raccoglie le informazioni riguardanti lo Sportverein 1916 Sandhausen nelle competizioni ufficiali della stagione 2013-2014.

## Stagione
Nella stagione 2013-2014 il Sandhausen, allenato da Alois Schwartz, concluse il campionato di 2. Bundesliga al 12º posto. In Coppa di Germania il Sandhausen fu eliminato agli ottavi dall'Eintracht Francoforte.

## Rosa
| N. |                       | Ruolo | Calciatore        |
| -- | --------------------- | ----- | ----------------- |
| 1  | Austria (bandiera)    | P     | Marco Knaller     |
| 3  | Slovacchia (bandiera) | D     | Radoslav Zabavník |
| 4  | Germania (bandiera)   | D     | Max Müller        |
| 5  | Germania (bandiera)   | D     | Daniel Schulz     |
| 6  | Germania (bandiera)   | C     | Denis Linsmayer   |
| 7  | Germania (bandiera)   | C     | Marco Thiede      |
| 8  | Germania (bandiera)   | A     | Nicky Adler       |
| 9  | Francia (bandiera)    | A     | Adama Diakité     |
| 10 | Francia (bandiera)    | A     | David Ulm         |
| 11 | Germania (bandiera)   | D     | Julian Schauerte  |
| 13 | Germania (bandiera)   | C     | Björn Kluft       |
| 14 | Germania (bandiera)   | D     | Tim Kister        |
| 16 | Germania (bandiera)   | C     | Nico Klotz        |
| 17 | Germania (bandiera)   | D     | Florian Hübner    |

| N. |                     | Ruolo | Calciatore          |
| -- | ------------------- | ----- | ------------------- |
| 18 | Germania (bandiera) | C     | Matthias Zimmermann |
| 20 | Nigeria (bandiera)  | C     | Eke Uzoma           |
| 21 | Germania (bandiera) | C     | Manuel Stiefler     |
| 22 | Germania (bandiera) | P     | Michael Hiegl       |
| 23 | Germania (bandiera) | C     | Markus Mendler      |
| 24 | Germania (bandiera) | C     | Simon Tüting        |
| 25 | Germania (bandiera) | C     | Danny Blum          |
| 26 | Serbia (bandiera)   | A     | Ranisav Jovanović   |
| 27 | Nigeria (bandiera)  | D     | Seyi Olajengbesi    |
| 30 | Germania (bandiera) | D     | Lukas Kübler        |
| 31 | Austria (bandiera)  | C     | Stefan Kulovits     |
| 32 | Germania (bandiera) | D     | Timo Achenbach      |
| 33 | Germania (bandiera) | P     | Manuel Riemann      |
| 37 | Germania (bandiera) | C     | Marvin Knoll        |

## Organigramma societario
Area tecnica
- Allenatore: Alois Schwartz
- Allenatore in seconda: Gerhard Kleppinger
- Preparatore dei portieri: Daniel Ischdonat
- Preparatori atletici:
- Analisi video:

## Calciomercato

### Sessione estiva
| Acquisti | Acquisti            | Acquisti               | Acquisti |
| R.       | Nome                | da                     | Modalità |
| -------- | ------------------- | ---------------------- | -------- |
| C        | Björn Kluft         | Eintracht Braunschweig |          |
| A        | Ranisav Jovanović   | Duisburg               |          |
| C        | Danny Blum          | Karlsruhe              |          |
| D        | Florian Hübner      | Borussia Dortmund II   |          |
| D        | Tim Kister          | Aalen                  |          |
| P        | Marco Knaller       | Wolfsberger            |          |
| C        | Marvin Knoll        | Hertha Berlino         |          |
| D        | Lukas Kübler        | Colonia                |          |
| C        | Stefan Kulovits     | Rapid Vienna           |          |
| C        | Marc Lais           | Friburgo               |          |
| C        | Denis Linsmayer     | Kaiserslautern         |          |
| D        | Max Müller          | Sandhausen U19         |          |
| P        | Manuel Riemann      | Osnabrück              |          |
| C        | Manuel Stiefler     | Saarbrücken            |          |
| C        | Marco Thiede        | Augusta                |          |
| D        | Radoslav Zabavník   | Magonza                |          |
| C        | Matthias Zimmermann | Greuther Fürth         |          |

| Cessioni | Cessioni          | Cessioni          | Cessioni |
| R.       | Nome              | a                 | Modalità |
| -------- | ----------------- | ----------------- | -------- |
| D        | Fabio Morena      | Amburgo II        |          |
| C        | Daniel Beichler   | Sturm Graz        |          |
| C        | David Blacha      | Hansa Rostock     |          |
| D        | Marcel Busch      | Neckarelz         |          |
| C        | Tim Danneberg     | Holstein Kiel     |          |
| D        | Kim Falkenberg    | Saarbrücken       |          |
| C        | Jan Fießer        | Arminia Bielefeld |          |
| C        | Marcel Kandziora  | FSV Francoforte   |          |
| P        | Philipp Kühn      | RW Oberhausen     |          |
| A        | Alexander Riemann | Stoccarda II      |          |
| A        | Andrew Wooten     | Kaiserslautern    |          |

### Sessione invernale
| Acquisti | Acquisti       | Acquisti   | Acquisti |
| R.       | Nome           | da         | Modalità |
| -------- | -------------- | ---------- | -------- |
| C        | Eke Uzoma      | Pécs       |          |
| C        | Markus Mendler | Norimberga |          |

| Cessioni | Cessioni       | Cessioni        | Cessioni |
| R.       | Nome           | a               | Modalità |
| -------- | -------------- | --------------- | -------- |
| P        | Michael Langer | Vålerenga       |          |
| D        | Marco Pischorn | Preußen Münster |          |
| A        | Frank Löning   | Erzgebirge Aue  |          |
| C        | Marc Lais      | Friburgo        |          |

## Risultati

### 2. Bundesliga

#### Girone di andata
| Sandhausen 19 luglio 2013, ore 18:30 CEST 1ª giornata | Sandhausen | 0 – 0 referto | Aalen | Hardtwaldstadion (3 825 spett.)\| Arbitro: \| Thomsen \| |
| Arbitro:                                              | Thomsen    |               |       |                                                          |

| Arbitro: | Dingert |

|              |           |  |
| Sylvestr 83’ | Marcatori |  |

| Arbitro: | Petersen |

|                                   |           |                       |
| Schauerte 9’ (rig.) Jovanović 21’ | Marcatori | 29’ Kruska 58’ Sanogo |

| Arbitro: | Steinhaus-Webb |

|                       |           |  |
| Risse 55’, 78’ (rig.) | Marcatori |  |

| Arbitro: | Kempter |

|            |           |             |
| Hübner 88’ | Marcatori | 57’ Nəzərov |

| Arbitro: | Rohde |

|  |           |                          |
|  | Marcatori | 12’ Hübner 40’ Jovanović |

| Arbitro: | Schriever |

|            |           |  |
| Löning 85’ | Marcatori |  |

| Arbitro: | Cortus |

|                |           |                 |
| Jerat 50’, 68’ | Marcatori | 77’ (aut.) Rahn |

| Arbitro: | Ittrich |

|           |           |  |
| Adler 90’ | Marcatori |  |

| Arbitro: | Dietz |

|                                       |           |  |
| Mattuschka 25’ Terodde 47’ Brandy 66’ | Marcatori |  |

| Sandhausen 19 ottobre 2013, ore 13:00 CEST 11ª giornata | Sandhausen | 0 – 0 referto | Dinamo Dresda | Hardtwaldstadion (6 500 spett.)\| Arbitro: \| Leicher \| |
| Arbitro:                                                | Leicher    |               |               |                                                          |

| Amburgo 25 ottobre 2013, ore 18:30 CEST 12ª giornata | St. Pauli | 0 – 0 referto | Sandhausen | Millerntor-Stadion (27 901 spett.)\| Arbitro: \| Cortus \| |
| Arbitro:                                             | Cortus    |               |            |                                                            |

| Arbitro: | Rohde |

|                     |           |  |
| Blum 12’ Tüting 56’ | Marcatori |  |

| Arbitro: | Osmers |

|           |           |  |
| Bancé 60’ | Marcatori |  |

| Arbitro: | Dietz |

|                                        |           |                       |
| Jovanović 25’ Ulm 72’ (rig.) Adler 74’ | Marcatori | 12’ Kachunga 48’ Meha |

| Arbitro: | Fritz |

|  |           |                |
|  | Marcatori | 16’, 39’ Adler |

| Arbitro: | Drees |

|            |           |                                            |
| Tüting 16’ | Marcatori | 32’ Füllkrug 56’ (rig.) Stieber 76’ Trinks |

#### Girone di ritorno
| Aalen 13 dicembre 2013, ore 18:30 CET 18ª giornata | Aalen  | 0 – 0 referto | Sandhausen | Scholz-Arena (4 781 spett.)\| Arbitro: \| Cortus \| |
| Arbitro:                                           | Cortus |               |            |                                                     |

| Arbitro: | Sippel |

|                |           |  |
| Ulm 31’ (rig.) | Marcatori |  |

| Arbitro: | Rohde |

|  |           |               |
|  | Marcatori | 85’ Jovanović |

| Arbitro: | Christ |

|  |           |            |
|  | Marcatori | 48’ Helmes |

| Arbitro: | Leicher |

|                               |           |           |
| Peitz 51’ Hennings 79’ (rig.) | Marcatori | 86’ Adler |

| Sandhausen 1º marzo 2014, ore 13:00 CET 23ª giornata | Sandhausen | 0 – 0 referto | Monaco 1860 | Hardtwaldstadion (5 300 spett.)\| Arbitro: \| Osmers \| |
| Arbitro:                                             | Osmers     |               |             |                                                         |

| Arbitro: | Brych |

|                              |           |          |
| Zoller 60’ Schulz 73’ (aut.) | Marcatori | 10’ Blum |

| Arbitro: | Dietz |

|           |           |  |
| Adler 33’ | Marcatori |  |

| Arbitro: | Petersen |

|  |           |             |
|  | Marcatori | 7’ Stiefler |

| Arbitro: | Ittrich |

|                   |           |            |
| Blum 7’ Adler 52’ | Marcatori | 4’ Quiring |

| Dresda 28 marzo 2014, ore 18:30 CET 28ª giornata | Dinamo Dresda | 0 – 0 referto | Sandhausen | glücksgas stadion (25 153 spett.)\| Arbitro: \| Cortus \| |
| Arbitro:                                         | Cortus        |               |            |                                                           |

| Arbitro: | Thomsen |

|                    |           |                                          |
| Blum 50’ Adler 70’ | Marcatori | 55’ Gonther 76’ Schachten 78’ Rzatkowski |

| Arbitro: | Leicher |

|  |           |                              |
|  | Marcatori | 27’, 66’ Jovanović 44’ Adler |

| Arbitro: | Hartmann |

|  |           |                            |
|  | Marcatori | 3’ Halloran 9’, 50’ Liendl |

| Arbitro: | Stieler |

|                           |           |  |
| Koç 66’ Sağlık 83’ (rig.) | Marcatori |  |

| Arbitro: | Grudzinski |

|  |           |                               |
|  | Marcatori | 25’ (rig.) Caiuby 37’ Hofmann |

| Arbitro: | Drees |

|                       |           |  |
| Azemi 52’ Stieber 83’ | Marcatori |  |

### Coppa di Germania
| Arbitro: | Grudzinski |

|                                 |                      |                                                |
| Schauerte 58’ (rig.)            | Marcatori            | 27’ Ginczek                                    |
| Schauerte Löning Achenbach Blum | Tiri di rigore 4 – 3 | Kiyotake Balitsch Ginczek Nilsson Plattenhardt |

| Arbitro: | Willenborg |

|             |           |                            |
| Sumelka 39’ | Marcatori | 62’, 67’ Jovanović 65’ Ulm |

| Arbitro: | Dankert |

|                                        |           |                            |
| Joselu 19’, 49’ (rig.), 90’ Kadlec 72’ | Marcatori | 64’ (aut.) Rode 66’ Tüting |

## Statistiche

### Statistiche di squadra
| Competizione      | Punti | In casa | In casa | In casa | In casa | In casa | In casa | In trasferta | In trasferta | In trasferta | In trasferta | In trasferta | In trasferta | Totale | Totale | Totale | Totale | Totale | Totale | DR |
| Competizione      | Punti | G       | V       | N       | P       | Gf      | Gs      | G            | V            | N            | P            | Gf           | Gs           | G      | V      | N      | P      | Gf     | Gs     | DR |
| ----------------- | ----- | ------- | ------- | ------- | ------- | ------- | ------- | ------------ | ------------ | ------------ | ------------ | ------------ | ------------ | ------ | ------ | ------ | ------ | ------ | ------ | -- |
| 2. Bundesliga     | 44    | 17      | 7       | 5       | 5       | 17      | 18      | 17           | 5            | 3            | 9            | 12           | 17           | 34     | 12     | 8      | 14     | 29     | 35     | -6 |
| Coppa di Germania | -     | 1       | 0       | 1       | 0       | 1       | 1       | 2            | 1            | 0            | 1            | 5            | 5            | 3      | 1      | 1      | 1      | 6      | 6      | 0  |
| Totale            | 44    | 18      | 7       | 6       | 5       | 18      | 19      | 19           | 6            | 3            | 10           | 17           | 22           | 37     | 13     | 9      | 15     | 35     | 41     | -6 |

### Andamento in campionato
| Giornata  | 1  | 2  | 3  | 4  | 5  | 6  | 7  | 8  | 9 | 10 | 11 | 12 | 13 | 14 | 15 | 16 | 17 | 18 | 19 | 20 | 21 | 22 | 23 | 24 | 25 | 26 | 27 | 28 | 29 | 30 | 31 | 32 | 33 | 34 |
| --------- | -- | -- | -- | -- | -- | -- | -- | -- | - | -- | -- | -- | -- | -- | -- | -- | -- | -- | -- | -- | -- | -- | -- | -- | -- | -- | -- | -- | -- | -- | -- | -- | -- | -- |
| Luogo     | C  | T  | C  | T  | C  | T  | C  | T  | C | T  | C  | T  | C  | T  | C  | T  | C  | T  | C  | T  | C  | T  | C  | T  | C  | T  | C  | T  | C  | T  | C  | T  | C  | T  |
| Risultato | N  | P  | N  | P  | N  | V  | V  | P  | V | P  | N  | N  | V  | P  | V  | V  | P  | N  | V  | V  | P  | P  | N  | P  | V  | V  | V  | N  | P  | V  | P  | P  | P  | P  |
| Posizione | 10 | 13 | 15 | 15 | 16 | 15 | 10 | 12 | 9 | 13 | 15 | 13 | 9  | 12 | 9  | 8  | 8  | 10 | 9  | 8  | 8  | 8  | 9  | 10 | 9  | 8  | 7  | 8  | 8  | 7  | 7  | 8  | 10 | 12 |

Legenda:

Luogo: C = Casa; T = Trasferta. Risultato: V = Vittoria; N = Pareggio; P = Sconfitta.

### Statistiche dei giocatori
| Giocatore      | 2. Bundesliga | 2. Bundesliga | 2. Bundesliga | 2. Bundesliga | Coppa di Germania | Coppa di Germania | Coppa di Germania | Coppa di Germania | Totale   | Totale | Totale      | Totale     |
| Giocatore      | Presenze      | Reti          | Ammonizioni   | Espulsioni    | Presenze          | Reti              | Ammonizioni       | Espulsioni        | Presenze | Reti   | Ammonizioni | Espulsioni |
| -------------- | ------------- | ------------- | ------------- | ------------- | ----------------- | ----------------- | ----------------- | ----------------- | -------- | ------ | ----------- | ---------- |
| T. Achenbach   | 33            | 0             | 3             | 0             | 3                 | 0                 | 1                 | 0                 | 36       | 0      | 4           | 0          |
| N. Adler       | 25            | 9             | 5             | 0             | 0                 | 0                 | 0                 | 0                 | 25       | 9      | 5           | 0          |
| D. Blum        | 19            | 4             | 0             | 0             | 3                 | 0                 | 0                 | 0                 | 22       | 4      | 0           | 0          |
| A. Diakité     | 3             | 0             | 0             | 0             | 0                 | 0                 | 0                 | 0                 | 3        | 0      | 0           | 0          |
| M. Hiegl       | 0             | 0             | 0             | 0             | 0                 | 0                 | 0                 | 0                 | 0        | 0      | 0           | 0          |
| F. Hübner      | 17            | 2             | 5             | 1             | 1                 | 0                 | 0                 | 0                 | 18       | 2      | 5           | 1          |
| R. Jovanović   | 25            | 6             | 8             | 0             | 2                 | 2                 | 0                 | 0                 | 27       | 8      | 8           | 0          |
| T. Kister      | 19            | 0             | 3             | 1             | 2                 | 0                 | 0                 | 0                 | 21       | 0      | 3           | 1          |
| N. Klotz       | 10            | 0             | 0             | 0             | 1                 | 0                 | 0                 | 0                 | 11       | 0      | 0           | 0          |
| B. Kluft       | 3             | 0             | 0             | 0             | 1                 | 0                 | 0                 | 0                 | 4        | 0      | 0           | 0          |
| M. Knaller     | 2             | 0             | 0             | 0             | 0                 | 0                 | 0                 | 0                 | 2        | 0      | 0           | 0          |
| M. Knoll       | 9             | 0             | 1             | 0             | 1                 | 0                 | 0                 | 0                 | 10       | 0      | 1           | 0          |
| S. Kulovits    | 20            | 0             | 7             | 1             | 2                 | 0                 | 1                 | 0                 | 22       | 0      | 8           | 1          |
| L. Kübler      | 2             | 0             | 0             | 0             | 0                 | 0                 | 0                 | 0                 | 2        | 0      | 0           | 0          |
| M. Lais        | 0             | 0             | 0             | 0             | 0                 | 0                 | 0                 | 0                 | 0        | 0      | 0           | 0          |
| D. Linsmayer   | 30            | 0             | 7             | 0             | 3                 | 0                 | 0                 | 0                 | 33       | 0      | 7           | 0          |
| F. Löning      | 14            | 1             | 0             | 0             | 3                 | 0                 | 0                 | 0                 | 17       | 1      | 0           | 0          |
| M. Mendler     | 2             | 0             | 1             | 0             | 0                 | 0                 | 0                 | 0                 | 2        | 0      | 1           | 0          |
| M. Müller      | 0             | 0             | 0             | 0             | 0                 | 0                 | 0                 | 0                 | 0        | 0      | 0           | 0          |
| S. Olajengbesi | 30            | 0             | 3             | 0             | 2                 | 0                 | 2                 | 0                 | 32       | 0      | 5           | 0          |
| M. Riemann     | 32            | 0             | 2             | 0             | 3                 | 0                 | 0                 | 0                 | 35       | 0      | 2           | 0          |
| J. Schauerte   | 30            | 1             | 2             | 0             | 3                 | 1                 | 1                 | 0                 | 33       | 2      | 3           | 0          |
| D. Schulz      | 20            | 0             | 1             | 0             | 2                 | 0                 | 2                 | 0                 | 22       | 0      | 3           | 0          |
| M. Stiefler    | 30            | 1             | 7             | 0             | 2                 | 0                 | 0                 | 0                 | 32       | 1      | 7           | 0          |
| M. Thiede      | 27            | 0             | 2             | 0             | 3                 | 0                 | 0                 | 0                 | 30       | 0      | 2           | 0          |
| S. Tüting      | 25            | 2             | 5             | 0             | 2                 | 1                 | 0                 | 0                 | 27       | 3      | 5           | 0          |
| D. Ulm         | 21            | 2             | 4             | 0             | 1                 | 1                 | 1                 | 0                 | 22       | 3      | 5           | 0          |
| E. Uzoma       | 1             | 0             | 0             | 0             | 0                 | 0                 | 0                 | 0                 | 1        | 0      | 0           | 0          |
| R. Zabavník    | 0             | 0             | 0             | 0             | 0                 | 0                 | 0                 | 0                 | 0        | 0      | 0           | 0          |
| M. Zimmermann  | 19            | 0             | 0             | 0             | 2                 | 0                 | 1                 | 0                 | 21       | 0      | 1           | 0          |